# Hans Strigel starší
Hans Strigel starší (* ? Erstbeleg – 1462, Memmingen) byl německý gotický malíř, zakladatel umělecké rodiny Strigel a Memmingenské umělecké školy ("Memminger Schule").

## Život
Hans Strigel starší se narodil v Hornošvábském městě Erstbeleg. Datum narození není známo, roku 1430 je uváděn v Memmingen. Zemřel v roce 1462 v Memmingen a zanechal tři syny a tři dcery. Mužští potomci Hanse Strigela staršího byli všichni umělci: Petrus Strigel, Ivo Strigel (1431-1516, sochař) a Hans Strigel mladší (1450-1479, sochař). Dcery se jmenovaly Anna, Ursula a Agatha.
Synem Ivo Strigela (nebo Hanse Strigela mladšího) byl Bernhard Strigel (* kolem 1460 - 4. května 1528), nejvýznamnější představitel rodiny, portrétista a dvorní malíř císaře Maxmiliána I., současník Albrechta Dürera.
Viktorin / Victorinus Strigel, (* 16 nebo 26. prosince 1524, Kaufbeuren - 26. června 1569,Heidelberg), byl luteránský teolog a humanista, univerzitní profesor ve Wittenbergu, Jeně, Lipsku a Heidelbergu.

## Dílo

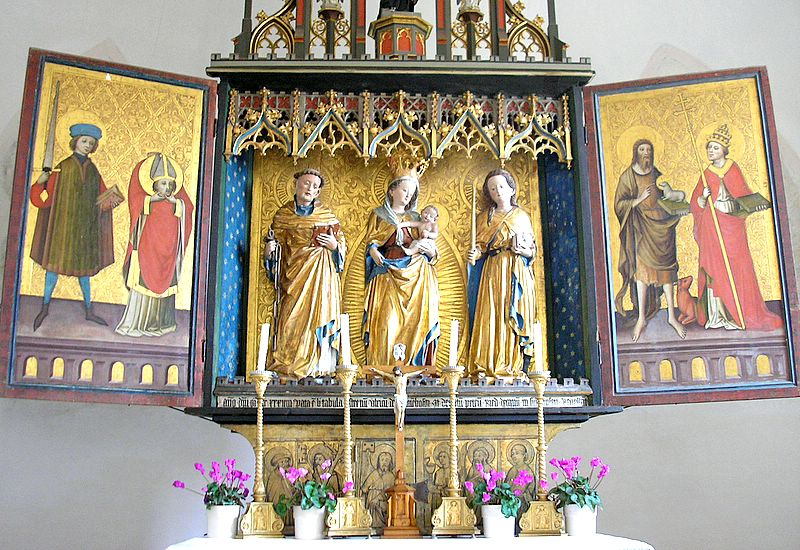
Berghofenský oltář

Hans Strigel starší je autorem oltářů, fresek a obrazů pro kostely a kláštery v regionu Horní Švábsko a Allgäu. Z jeho dílny pochází také množství řezbářských prací. Hlavním dílem je oltář v Zell.
Jako malíř se patrně podílel na výzdobě oltářních křídel Berghofenského oltáře v Allgäu, připisovaného Mistru z Berghofenu (Meister von Berghofen).

### Známá díla
- 1442 oltář v Zell (blíže neurčeno)[1]
- Fresky v evangelickém kostele St. Martin, Memmingen[2]
- Cyklus fresek, freska Klanění tří králů[3] v kostele Panny Marie, Memmingen[4]
- symbol Evangelisty Marka (freska)[5]